# Alex Yam

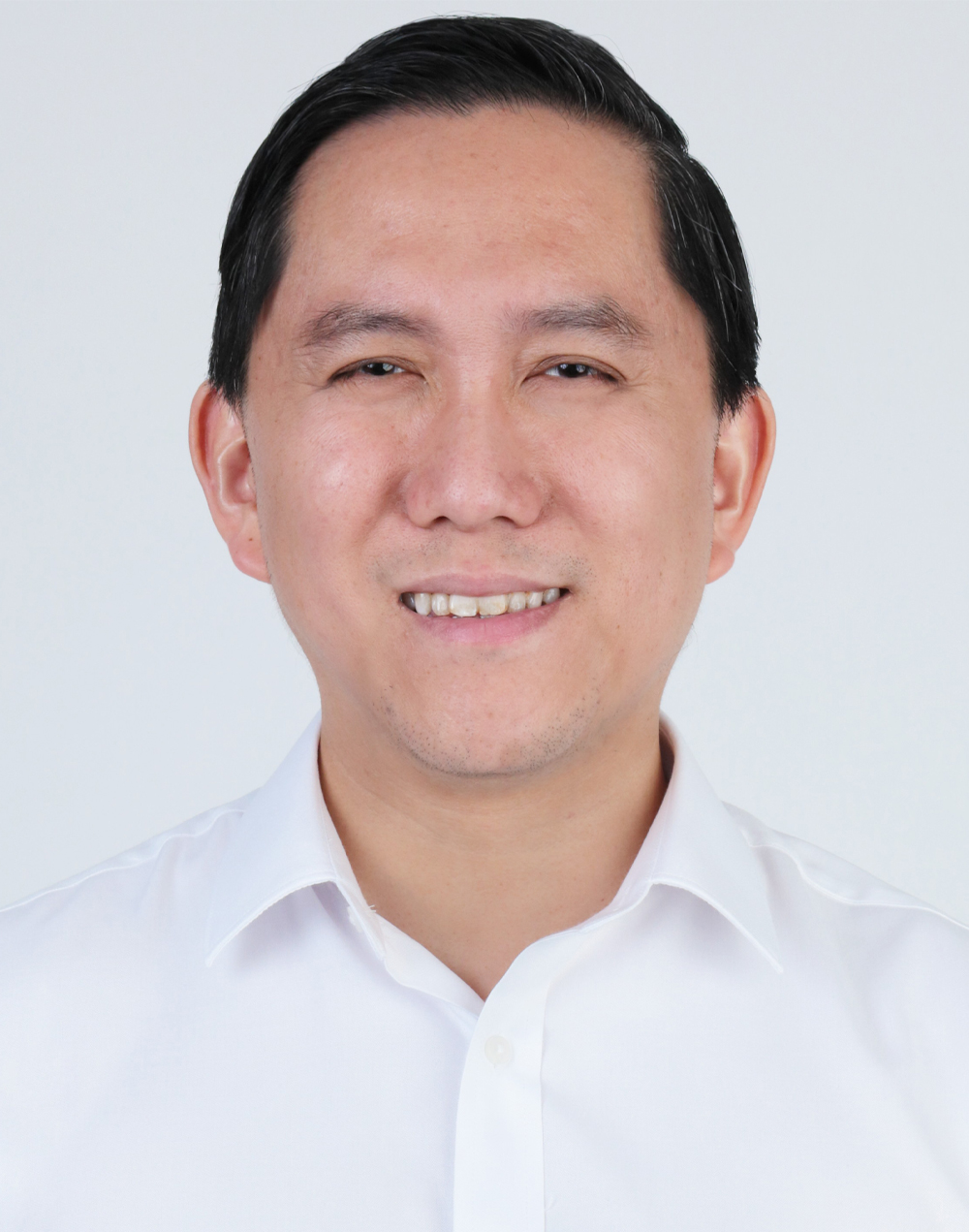
Alex Yam, 2021

Alex Yam Ziming (chinesisch 任梓銘, Pinyin Rèn Zǐmíng; * 20. Juni 1981) ist ein singapurischer Politiker. Er ist seit 2001 Mitglied der in Singapur ansässigen politischen Partei People’s Action Party (PAP) und derzeit Mitglied des Parlaments (MP) des Wahlkreises der Marsiling-Yew Tee GRC, in der Yew Tee Division.
Er ist Exekutivdirektor des Hauptquartiers der People’s Action Party (PAP) und Berater der Vereinigten Arbeiter der Erdölindustrie des Nationalen Gewerkschaftskongresses (NTUC) in Singapur.

## Bildung
Yam wurde am 20. Juni 1981 im Mount Alvernia Hospital in Singapur geboren. Als einziger Sohn von Yam Kah Heng und Lucy Yeo besuchte er die Maris Stella High School, die er 1993 abschloss, gefolgt von der Dunman High School, die er 1997 abschloss. Anschließend studierte er am Victoria Junior College, bevor er 2005 einen Master erhielt in Politik und internationalen Beziehungen an der University of Kent, spezialisiert auf nordasiatische Politik und Kommunitarismus.
Im Jahr 2000 wurde Yam von der Life Insurance Association of Singapore (LIA) für seine Arbeit als Ehrensekretär von HEARTS International mit dem National Volunteers Award ausgezeichnet. Von 2005 bis 2006 arbeitete er an der National University of Singapore. Yam trat 2006 dem National Trades Union Congress bei und war Leiter Strategies & Planning und Leiter Youth Lab. Außerdem war er als Berater bei der Singapore Industrial & Services Employees Union tätig.
Von 2006 bis 2010 war Yam Sekretär des damaligen Umweltministers Lim Swee Say im beratenden Ausschuss der Bürger von Buona Vista und Vorsitzender des Jugendflügels, nachdem er Liang Eng Hwa in beiden Rollen abgelöst hatte, als Liang in die Politik eintrat. Später war er bis 2011 Mitglied des Yew Tee Citizens Consultative Committee und des Yew Tee Community Club Management Committee, bevor er Yeo Cheow Tong ersetzte.
Seit 2009 ist er Vorstandsmitglied des Chinese Development Assistance Council und Kandidat des Patron of CDAC. Ab Oktober 2015 war er Vorsitzender des Outreach-Komitees des CDAC, nachdem er Grace Fu abgelöst hatte, die ihre Rolle als Ministerin für Kultur, Gemeinschaft und Jugend aufgegeben hatte. Später war er ab November 2015 Vorsitzender des neu gebildeten Fulfilling Aging Committee und übergab Ong Ye Kung die Leitung des Outreach Committee.

## Politik
Zuvor war er Sekretär der Young PAP General Branch und Mitglied des Executive Committee der Young PAP EXCO. Yam wurde am 7. Mai 2011 nach den Parlamentswahlen in Singapur im Jahr 2011 erstmals als Abgeordneter für den Wahlkreis der Chua Chu Kang-Gruppenvertretung vereidigt. Bei den Parlamentswahlen in Singapur im Jahr 2015 wurde seine Division von Yew Tee in das neue Marsiling-Yew Tee GRC umgestaltet. Er wurde am 11. September 2015 mit Lawrence Wong, Halimah Yacob und Ong Teng Koon als Abgeordneter für dieselbe Abteilung wiedergewählt. Er wurde auch Geschäftsführer, nachdem der Parteiveteran Lau Ping Sum Anfang 2013 in den Ruhestand getreten war.
Nach den Wahlen zum Zentralen Exekutivkomitee wurde er am 23. November 2018 zum stellvertretenden Organisationssekretär der Volkspartei ernannt und ersetzte Ng Eng Hen.